# Café Europa
Café Europe, Café d'Europe o también Café Europa fue una iniciativa cultural de la presidencia Austriaca durante la presidencia de la Unión Europea, que se celebró durante el día de Europa (9 de mayo de 2006) en 27 cafés de las capitales de los 25 países de la Unión Europea y los dos países que posteriormente se unieron a comienzos del año 2007.

## La Europa dulce
La iniciativa incluyó la presentación de la denominada Sweet Europe (La dulce Europa), en el que se hace muestra de los dulces más típicos en las regiones europeas y miembros de la unión.
| Alemania        | Streuselkuchen                     |
| Austria         | Gugelhupf                          |
| Bélgica         | Gofres (Waffles)                   |
| Bulgaria        | Arroz dulce (мляко с ориз)         |
| República Checa | Kolach                             |
| Chipre          | Baclava (μπακλαβάς)                |
| Dinamarca       | Wienerbrød                         |
| Eslovaquia      | Strudel de nueces (orechovy zavin) |
| Eslovenia       | Prekmurska gibanica                |
| España          | Tarta de Santiago                  |
| Estonia         | Kaerahelbeküpsised                 |
| Finlandia       | Laskiaispulla                      |
| Francia         | Madeleines                         |
| Grecia          | Vasilopita (Βασιλόπιτα)            |
| Hungría         | Dobos Torta                        |
| Irlanda         | Scones                             |
| Italia          | Tiramisù                           |
| Letonia         | Rupjmaizes kartojums               |
| Lituania        | Šakotis                            |
| Luxemburgo      | Apfeltorte (Tarta de manzana)      |
| Malta           | Imqaret                            |
| Países Bajos    | Tompoucen                          |
| Polonia         | Mazurek kajmakowy                  |
| Portugal        | Pastel de nata                     |
| Reino Unido     | Shortbread                         |
| Rumania         | Cozonac                            |
| Suecia          | Rollos de canela (kanelbulle)      |